# فرودگاه اورستس آکوستا
فرودگاه اورستس آکوستا (به انگلیسی: Orestes Acosta Airport) (به زبان بومی: Aeropuerto Orestes Acosta) یک فرودگاه همگانی با کد یاتا MOA است که یک باند فرود آسفالت دارد و طول باند آن ۱۸۶۰ متر است. این فرودگاه در شهر موا، کوبا کشور کوبا قرار دارد و در ارتفاع ۵ متری از سطح دریا واقع شده است.